# Kačar (priimek)
Kačar je priimek v Sloveniji, ki ga je po podatkih Statističnega urada Republike Slovenije na dan 1. januarja 2010 uporabljalo 61 oseb.

## Znani slovenski nosilci priimka
- Gašper Kačar, glasbenik
- Jože Kačar, udeleženec zbora odposlancev slovenskega naroda v Kočevju

## Znani tuji nosilci priimka
- Gojko Kačar (*1987), srbski nogometaš
- Slobodan Kačar (*1957) bosansko-srbski boksar, udeleženec poletnih olimpijskih igrah 1980
- Sveto Kačar Kačo (1917—1944), narodni heroj
- Tadija Kačar (*1956), bosansko-srbski boksar, udeleženec poletnih olimpijskih igrah 1976